# Alfredo Ricaut
General Alfredo Ricaut Carranza (Sierra Mojada, Coahuila; 21 de marzo de 1887 - Monterrey, Nuevo León; 28 de noviembre de 1933) fue un militar mexicano que participó en la Revolución Mexicana. Fue gobernador provisional de Nuevo León en sustitución del general y licenciado Pablo A. de la Garza, siendo sucedido por Nicéforo Zambrano.

## Biografía
Nació el 21 de marzo de 1887 en Sierra Mojada, en el estado de Coahuila, siendo hijo de don Emilio Ricaut y de Pánfila Carranza, hermana de Venustiano Carranza. A temprana edad se trasladó a Monterrey, donde realizó estudios comerciales. Se levantó en armas contra el gobierno de Díaz y posteriormente combatió la rebelión de Pascual Orozco.
Ante los hechos de la Decena Trágica, Ricaut se sumó al Ejército Constitucionalista y fue firmante del Plan de Guadalupe con el grado de mayor del regimiento Morelos, y posteriormente operó en las fuerzas de Pablo González Garza, al frente del escuadrón Ricaut; hacia la primera semana del mes de marzo de 1913 ya luchaba en San Pedro de las Colonias en contra de la usurpación. Desde ahí interrumpió el paso de los huertistas que estaban en la zona de Torreón y Gómez Palacio, cuando intentaron trasladarse a reforzar las posiciones que esos tenían en Saltillo y Monterrey. 
Luchó tanto en la pérdida como en la recuperación del Estado de Coahuila, y luego participó en la toma de Montemorelos a fines de 1913. Continuó en el Cuerpo del Ejército del Noreste en diversas luchas en los estados de Nuevo León, Tamaulipas y San Luis Potosí. Fiel a Venustiano Carranza, luchó contra el villismo en 1915, en la región noreste del país. 
El 24 de marzo de 1917, tras la renuncia de Pablo A. de la Garza, Alfredo Ricaut asumió provisionalmente la gubernatura de Nuevo León. De inmediato expidió la convocatoria para la elección de diputados, gobernador, magistrados y jueces en el Estado. Los comicios se realizaron en mayo de ese año y, al mes siguiente, se instaló la XXXVIII Legislatura Constituyente que dotaría de una nueva constitución al estado de Nuevo León. Pese a su brevedad (pues entregó el poder el 1 de julio del mismo año) el mandato de Ricaut fue muy intenso.
Al poco tiempo después, Carranza nombró a Ricaut gobernador interino de Tamaulipas, con el encargo de que realizara elecciones pacíficas entre César López de Lara y Luis Caballero, y sin embargo no pudo cumplir la tarea cabalmente, pues a raíz de tales elecciones tuvo lugar la Rebelión Caballerista en 1918.
Alfredo Ricaut llegó a alcanzar el grado de general de brigada, retirándose a la vida privada a la caída de Venustiano Carranza. Falleció en Monterrey, Nuevo León, el 28 de noviembre de 1933.